# San Buenaventura (El Salvador)
San Buenaventura è un comune del dipartimento di Usulután, in El Salvador.